# 11321 Тосімацумото
11321 Тосімацумото (11321 Tosimatumoto) — астероїд головного поясу, відкритий 21 лютого 1995 року.
Тіссеранів параметр щодо Юпітера — 3,221.
Названо на честь Тосі Мацумото (яп. とし・まつもと(とし松本) тосі мацумото).